# Eleanor F. Helin
Eleanor Francis "Glo" Helin (1932. november 19. – 2009. január 25.) amerikai csillagász, a NASA NEAT(Near Earth-család Tracking) programjának vezető kutatója volt.
Pályafutása során 872 kisbolygó és számos üstökös felfedezésében vállalt szerepet, mint felfedező vagy társfelfedező. Legfontosabb felfedezései közé tartozik az Aten-család első két tagja, a 2062 Aten és a 2100 Ra-Shalom, az Apollo-családban található 4660 Nereus és 4769 Castalia, valamint az Amor-család több kisbolygója is.
Az eredetileg Albert G. Wilson és Robert G. Harrington által 1949-ben felfedezett 4015 Wilson-Harrington pályáját később Eleanor részletesebben kiszámította, így azóta ennek az égitestnek a felfedezése is az ő nevéhez köthető.
A 3267 Glo az ő tiszteletére lett elnevezve. (Glo volt Helin beceneve.)
Több mint három évtizeden keresztül volt aktív tagja a Kaliforniai Műszaki Egyetemnek és a Jet Propulsion Laboratorynak. Ő kezdeményezte a Palomar Obszervatórium által indított Planet-Crossing Asteroid Survey (PCAS) projektet. A programnak köszönhető több ezer kisbolygó felfedezése, beleértve több mint 200 nagy inklinációjú objektumot, ritka és egyedülálló típusúakat, 20 üstököst, és a földközeli objektumok közel 30 százalékát.
Az 1980-as évek alatt Helin vezette az International Near-Earth Asteroid Survey-t (INAS), felkeltve a világ érdeklődését a kisbolygók iránt. Páratlan munkásságáért megkapta a NASA Exceptional Service medálját. A 25 éves kemény munka után a PCAS-nál, Helin a továbbiakban a továbbfejlesztett Near Earth Asteroid Tracking (NEAT) projektbe fektette energiáját. Vezető kutatója lett a programnak.
| Felfedezett kisbolygók: 872 Az alábbi lista a legfontosabbakat veszi számba. | Felfedezett kisbolygók: 872 Az alábbi lista a legfontosabbakat veszi számba. | Felfedezett kisbolygók: 872 Az alábbi lista a legfontosabbakat veszi számba. |
| ---------------------------------------------------------------------------- | ---------------------------------------------------------------------------- | ---------------------------------------------------------------------------- |
| 2062 Aten                                                                    | 1976. január 7.                                                              | Aten-család                                                                  |
| 2100 Ra-Shalom                                                               | 1978. szeptember 10.                                                         | Aten-család                                                                  |
| 2135 Aristaeus                                                               | 1977. április 17.                                                            | Apollo-család                                                                |
| 3360 Syrinx                                                                  | 1981. november 4.                                                            | Apollo-család                                                                |
| 3752 Camillo                                                                 | 1985. augusztus 15.                                                          | Apollo-család                                                                |
| 3757 Anagolay                                                                | 1982. december 14.                                                           | Amor-család                                                                  |
| 3988 Huma                                                                    | 1986. június 4.                                                              | Amor-család                                                                  |
| 4015 Wilson-Harrington                                                       | 1979. november 15.                                                           | Üstökös                                                                      |
| 4034 Vishnu                                                                  | 1986. augusztus 2.                                                           | Apollo-család                                                                |
| 4055 Magellan                                                                | 1985. február 24.                                                            | Amor-család                                                                  |
| 4197 Morpheus                                                                | 1982. október 11.                                                            | Apollo-család                                                                |
| 4660 Nereus                                                                  | 1982. február 28.                                                            | Apollo-család                                                                |
| 4769 Castalia                                                                | 1989. augusztus 9.                                                           | Apollo-család                                                                |
| 4957 Brucemurray                                                             | 1990. december 15.                                                           | Amor-család                                                                  |
| 5653 Camarillo                                                               | 1992. november 21.                                                           | Amor-család                                                                  |
| 6456 Golombek                                                                | 1992. július 27.                                                             | Amor-család                                                                  |
| 6489 Golevka                                                                 | 1991. május 10.                                                              | Apollo-család                                                                |
| 7336 Saunders                                                                | 1989. szeptember 6.                                                          | Amor-család                                                                  |
| 8013 Gordonmoore                                                             | 1990. május 18.                                                              | Amor-család                                                                  |
| 9969 Braille                                                                 | 1992. május 27.                                                              |                                                                              |
| 26858 Misterrogers                                                           | 1993. március 21.                                                            |                                                                              |
|                                                                              |                                                                              |                                                                              |